# Chamzat Čimajev
Chamzat Chizarovič Čimajev (* 1. května 1994) je rusko-emirátský profesionální zápasník smíšených bojových umění a zápasník ve volném stylu, který zápasí ve střední váhové kategorii Ultimate Fighting Championship (UFC), kde je aktuálním šampionem UFC. Ve volném stylu je trojnásobným šampionem Švédska.

## Život a kariéra
Chamzat Chizarovič Čimajev se narodil 1. května 1994 v Gvardeyskoye v Čečenské republice v Rusku do chudé konzervativní muslimské čečenské rodiny. S wrestlingem začal v pěti letech ve vesnici Gvardeyskoye. 
V roce 2013, když mu bylo 18 let, emigroval se svou matkou do Švédska, kde se připojil ke svému staršímu bratrovi. Přestože žil ve Švédsku, nikdy nezískal švédské občanství a zachoval si ruské občanství. Ve Švédsku začal s tréninkem MMA. V roce 2023 se přestěhoval do Spojených arabských emirátů. V letech 2018 až 2020 působil v organizaci Brave Combat Federation.
Svůj debutní zápas ve společnosti Ultimate Fighting Championship (UFC) zažil 18. dubna 2020. Jeho soupeřem byl John Phillips. Ve druhém kole zvítězil po submisi.
S Dricusem du Plessisem se 16. srpna 2025 utkal o titul mistra UFC v střední váze na turnaji UFC 319. Titul získal na základě jednomyslného rozhodnutí.

### Přátelství s Kadyrovem
Je blízkým přítelem čečenského vůdce Ramzana Kadyrova. Ramzan Kadyrov mu daroval Mercedes-Benz, který o několik měsíců později havaroval. Kadyrov údajně také přesvědčil Čimajeva, aby v březnu 2021 neodešel do důchodu a nevrátil se do Čečenska, což vedlo k spekulacím v médiích o tom, zda byl Čimajev k tomuto kroku donucen.
S Kadyrovem se utkal v tréninkovém zápase a objevil se s ním na několika fotkách. Čimajev se 21. května 2022 v Čečensku oženil a svatby se zúčastnil i Ramzam Kadyrov.

## Úspěchy

### Ultimate Fighting Championship (UFC)
- UFC Middleweight Championship (1x)